# Saint-André (Gers)
Saint-André è un comune francese di 103 abitanti situato nel dipartimento del Gers nella regione dell'Occitania.

## Società

### Evoluzione demografica
Abitanti censiti